# Garfield: Caught in the Act
Garfield: Caught in the Act — видеоигра в жанре платформер, разработанная студиями Point of View и Sega Interactive и изданная компанией Sega для игровых платформ Sega Game Gear и Mega Drive/Genesis и операционной системы Windows в 1995 году. Основывается на мультфильмах и комиксах о приключениях кота Гарфилда.

## Обзор игры
Игра представляет собой платформер с боковым сайд-скроллингом и двухмерной графикой. Как и в большинстве игр жанра, в ней представлено несколько уровней-локаций. Персонаж перемещается по ним, уничтожая врагов и собирая полезные предметы; иногда нужно решать различные задачи и головоломки, чтобы пройти дальше. Основная задача в большинстве уровней — пройти их от начала до конца.
Враги в игре довольно многочисленны и индивидуальны для каждого уровня. Как правило, они не обладают значительным запасом здоровья. Против врагов Гарфилд использует специальные предметы (например, черепа, рыбьи скелеты, бомбы и другие), запас которых можно пополнять в ходе уровня. Куски пиццы пополняют здоровье, изображение персонажа даёт дополнительную жизнь, а плюшевые медведи служат «точками сохранения».

## Оценки и мнения
В основном игра получила средние оценки критиков. Журналы GamePro и Electronic Gaming Monthly оценили версию для Sega Genesis в 2,5 из 5 и 6 из 10 баллов, а информационный сайт All Game Guide — в 3 звезды из 5. Версии для Game Gear рецензенты из журнала GamePro выставили оценку 4 балла из 5.